# Briennon
Briennon är en kommun i departementet Loire i regionen Auvergne-Rhône-Alpes i centrala Frankrike. Kommunen ligger i kantonen Roanne-Nord som tillhör arrondissementet Roanne. År 2022 hade Briennon 1 718 invånare.

## Befolkningsutveckling
Antalet invånare i kommunen Briennon
| Referens: INSEE |